# Calixto Ortega Ríos
Calixto Antonio Ortega Ríos (Maracaibo, 12 de octubre de 1950) es un político y abogado venezolano, actualmente magistrado de la Sala Constitucional del Tribunal Supremo de Justicia de Venezuela.

## Carrera

### Carrera política
Ortega fue miembro de la Asamblea Nacional Constituyente de Venezuela de 1999. Recibió el título de abogado en 2006, graduándose con una maestría en derecho político en la Universidad del Zulia. Fue diputado de la Asamblea Nacional por los partidos Movimiento Quinta República (MVR) y Partido Socialista Unido de Venezuela (PSUV) durante los períodos 2000-2005 y 2006-2010, respectivamente. Se desempeñó como encargado de negocios de Venezuela para Estados Unidos algunos meses en el año 2013 hasta que fue expulsado por el gobierno estadounidense, fue posteriormente nombrado viceministro para Europa del Ministerio de Relaciones Exteriores en octubre de ese mismo año, y para las elecciones parlamentarias del 6 de diciembre de 2015 fue candidato voto lista del Gran Polo Patriótico por el estado Zulia, cargo que no llegó a desempeñar debido a que fue designado magistrado principal del Tribunal Supremo de Justicia.

### Magistrado del Tribunal Supremo
El 23 de diciembre de 2015, fue designado como magistrado de la Sala Constitucional del Tribunal Supremo de Justicia de Venezuela. Al igual que el resto de los magistrados de la Sala Constitucional, con la excepción de Arcadio Delgado y de Juan José Mendoza, no cumplía con el requisito del tiempo de graduación de quince años, ý al haber ocupado cargos políticos, al igual que Juan José Mendoza y Gladys Gutiérrez, y se denunció que su nombramiento constituyó una violación al numeral 5 del artículo 37 de la Ley Orgánica del Tribunal Supremo de Justicia de Venezuela.
Al año siguiente redactó la sentencia que declaró la inconstitucionalidad de la reforma de la Ley del Banco Central de Venezuela (BCV) propuesta por la Asamblea Nacional de mayoría opositora.

### Embajador ante la Corte Penal Internacional
El 29 de julio de 2022 la Asamblea Nacional designó al exmagistrado del Tribunal Supremo de Justicia (TSJ), Calixto Ortega, embajador en los Países Bajos, donde funciona la Corte Penal Internacional (CPI),

## Sanciones
El 30 de marzo de 2018 fue sancionado por el gobierno de Panamá junto con otros funcionarios venezolanos consideradores de «alto riesgo por blanqueo de capitales», «financiamiento del terrorismo» y «financiamiento de la proliferación de armas de destrucción masiva».